# Parodi (udde i Antarktis)
Parodi är en udde i Antarktis. Den ligger i Västantarktis. Argentina, Chile och Storbritannien gör anspråk på området.
Terrängen inåt land är huvudsakligen kuperad, men åt sydväst är den platt. Havet är nära Parodi åt sydväst. Trakten är glest befolkad. Närmaste befolkade plats är San Martín Station, 9,5 kilometer nordväst om Parodi. 